# Matikanjärvi
Matikanjärvi är en sjö i Finland. Den ligger i kommunen Sotkamo i landskapet Kajanaland, i den centrala delen av landet, 500 km norr om huvudstaden Helsingfors. Matikanjärvi ligger 179,4 meter över havet. Den är 7,2 meter djup. Arean är 2,44 kvadratkilometer och strandlinjen är 10,19 kilometer lång. Sjön  ingår i Uleälvens huvudavrinningsområde.   I omgivningarna runt Matikanjärvi växer i huvudsak blandskog. Den sträcker sig 2,5 kilometer i nord-sydlig riktning, och 2,1 kilometer i öst-västlig riktning.